# Notre-Dame-de-Courson
Pour les articles homonymes, voir Notre-Dame.
Notre-Dame-de-Courson est une ancienne commune française, située dans le département du Calvados en région Normandie, devenue le 1er janvier 2016 une commune déléguée au sein de la commune nouvelle de Livarot-Pays-d'Auge.
Elle est peuplée de 362 habitants.

## Géographie
Au cœur du pays d'Auge et au pied de la vallée de la Touques, Notre-Dame-de-Courson est une commune du Calvados appartenant au canton de Livarot et à l'arrondissement de Lisieux. Elle se situe à une altitude de 110 m environ. Elle est membre de la communauté de communes du Pays de Livarot. Couvrant 1 940 hectares, son territoire est le plus étendu du canton.
| Cheffreville-Tonnencourt, Sainte-Marguerite-des-Loges | Fervaques, La Croupte | Fervaques, Cernay      |
| Bellou                                                | Notre-Dame-de-Courson | Préaux-Saint-Sébastien |
| Bellou                                                | Les Moutiers-Hubert   | Meulles                |

## Toponymie
Réunion de deux paroisses, la commune porte le nom de la plus étendue des deux, dédiée à la Vierge Marie, et du village réunissant les deux églises d'alors. Le nom de celui-ci serait issu de l'anthroponyme roman Curtius.

## Histoire
À la création des cantons, Courson (Notre-Dame) est chef-lieu de canton. Ce canton est supprimé lors du redécoupage cantonal de l'an IX (1801).
En 1831, Notre-Dame-de-Courson (1 016 habitants) absorbe Saint-Pierre-de-Courson (180 habitants).

## Politique et administration
| Période                                  | Période      | Identité                   | Étiquette | Qualité                                    |
| ---------------------------------------- | ------------ | -------------------------- | --------- | ------------------------------------------ |
| 1858                                     | 1906         | Charles de Lyée de Belleau |           |                                            |
| 1906                                     | 1912         | André de Lyée de Belleau   |           |                                            |
| 1967                                     | 1971         | Fontaine Fernand           |           |                                            |
| 1971                                     | 1977         | Goy Robert                 |           |                                            |
| ?                                        |              | Guy Ribard                 |           |                                            |
| 2001                                     | 2008         | Maurice Lethorey           |           |                                            |
| Mars 2008                                | Janvier 2012 | Léone Vincent              | SE        | Juriste retraitée                          |
| Février 2012                             | Août 2012    | Michel Pitard              | SE        | Directeur de société de gestion forestière |
| Août 2012                                | En cours     | Roland Bauchet             | SE        | Retraité de l'agriculture                  |
| Les données manquantes sont à compléter. |              |                            |           |                                            |

Le conseil municipal est composé de onze membres dont le maire et deux adjoints.

## Démographie
En 2021, la commune comptait 362 habitants. Depuis 2004, les enquêtes de recensement dans les communes de moins de 10 000 habitants ont lieu tous les cinq ans (en 2005, 2010, 2015, etc. pour Notre-Dame-de-Courson) et les chiffres de population municipale légale des autres années sont des estimations.
Notre-Dame-de-Courson et Saint-Pierre-de-Courson ont cumulé jusqu'à 1 370 habitants en 1806, population jamais atteinte par la commune résultant de la fusion en 1831.
| 1793  | 1800  | 1806  | 1821  | 1831  | 1836  | 1841  | 1846  | 1851  |
| ----- | ----- | ----- | ----- | ----- | ----- | ----- | ----- | ----- |
| 1 078 | 1 201 | 1 217 | 1 202 | 1 016 | 1 161 | 1 078 | 1 035 | 1 010 |

| 1856 | 1861 | 1866 | 1872 | 1876 | 1881 | 1886 | 1891 | 1896 |
| ---- | ---- | ---- | ---- | ---- | ---- | ---- | ---- | ---- |
| 936  | 871  | 902  | 820  | 843  | 796  | 823  | 835  | 793  |

| 1901 | 1906 | 1911 | 1921 | 1926 | 1931 | 1936 | 1946 | 1954 |
| ---- | ---- | ---- | ---- | ---- | ---- | ---- | ---- | ---- |
| 800  | 732  | 706  | 651  | 630  | 626  | 610  | 625  | 614  |

| 1962 | 1968 | 1975 | 1982 | 1990 | 1999 | 2005 | 2010 | 2015 |
| ---- | ---- | ---- | ---- | ---- | ---- | ---- | ---- | ---- |
| 529  | 506  | 441  | 386  | 416  | 357  | 385  | 423  | 407  |

| 2018 | - | - | - | - | - | - | - | - |
| ---- | - | - | - | - | - | - | - | - |
| 368  | - | - | - | - | - | - | - | - |

| 1793 | 1800 | 1806 | 1821 | 1831 |
| ---- | ---- | ---- | ---- | ---- |
| 130  | 137  | 153  | 133  | 180  |

## Lieux et monuments
- Église Notre-Dame néo-gothique avec retable du XVIIe siècle. Elle abrite deux crédences, trois statues et un retable classés au titre objet aux monuments historiques, les crédences et les statues provenant de l'église Saint-Pierre détruite après la fusion des deux communes et paroisses[16].
- Chapelle Notre-Dame-de-la-Salette (Le Petit-Houx).
- Manoir de Courson du XVe siècle, partiellement classé au titre des monuments historiques par arrêté du 1er décembre 1955[17].
- Manoir de Belleau-Belleau du XVIIe siècle, partiellement inscrit au titre des monuments historiques par arrêté du 2 septembre 1997[18].
- Manoir de la Cauvinière du XVIe siècle, partiellement inscrit au titre des monuments historiques par arrêté du 26 décembre 1928[19].
- Manoir de la Chapelle, partiellement inscrit au titre des monuments historiques par arrêté du 15 décembre 2003[20].

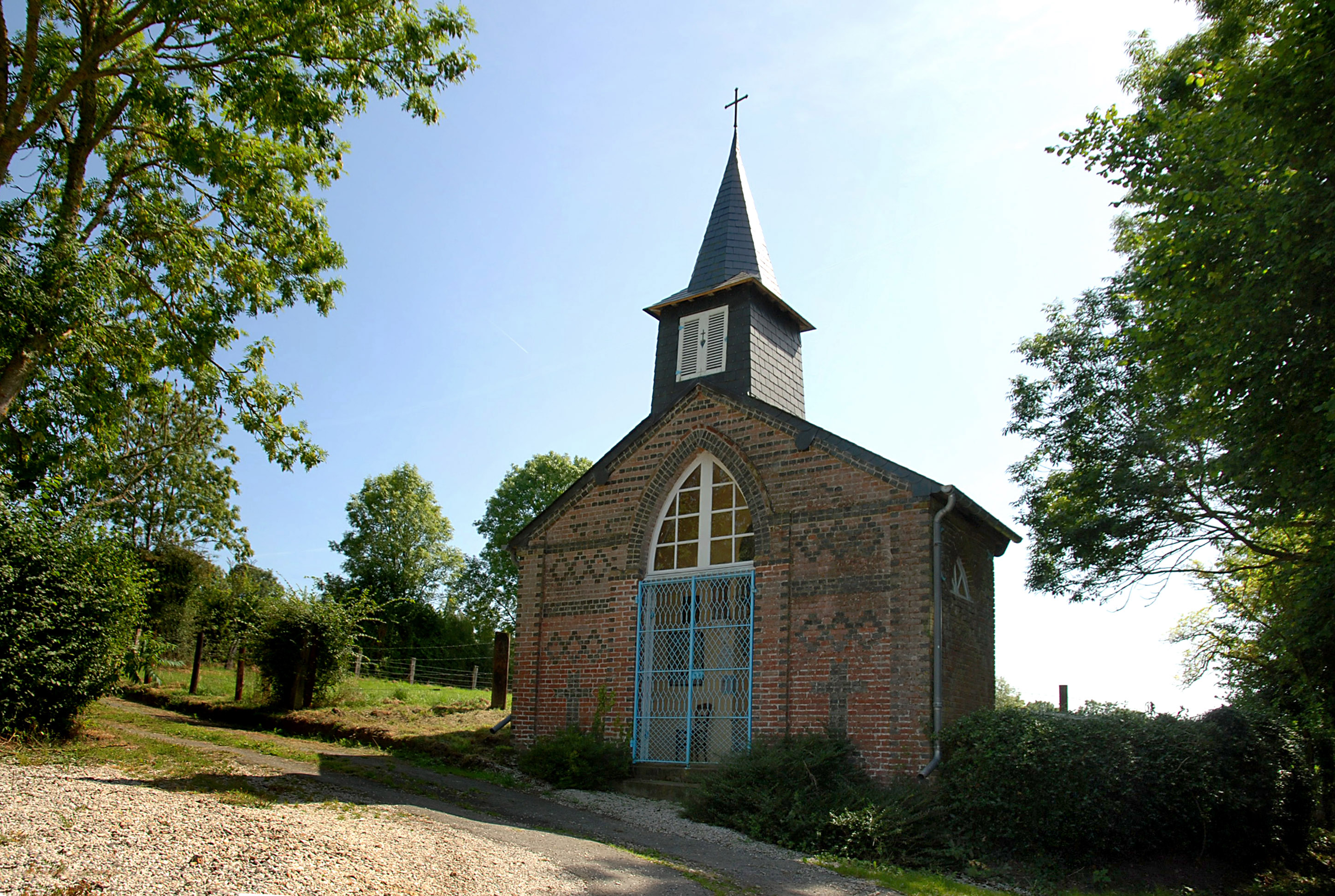
La chapelle Notre-Dame-de-la-Salette (Le Petit-Houx).
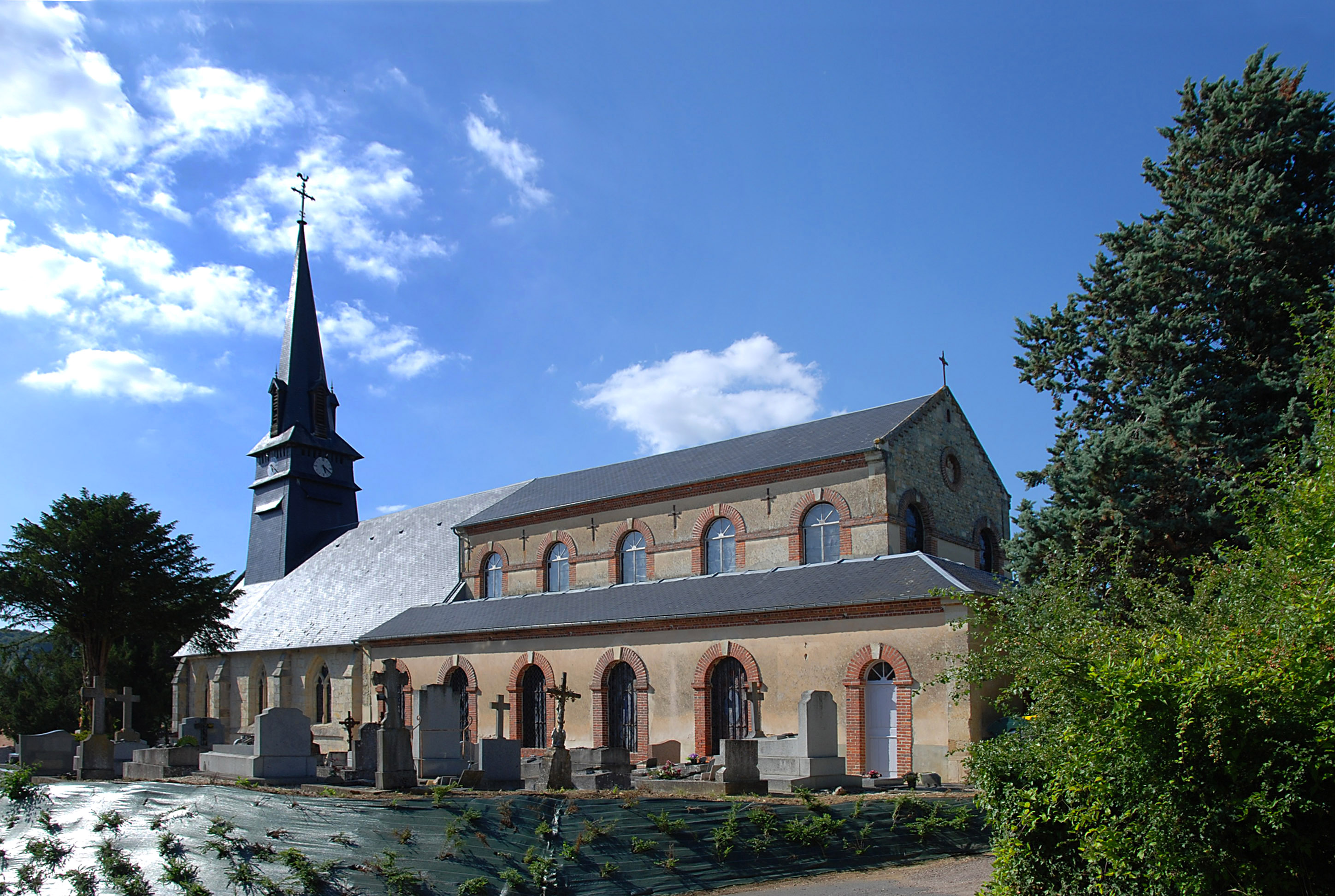
L'église Notre-Dame.

## Activité et manifestations

### Jumelages
- Sampford Peverell (Royaume-Uni).

## Personnalités liées à la commune
- Joseph Laniel (1889-1975), maire de la commune en 1922, conseiller général et député du Calvados. Résistant, il fut plusieurs fois ministre puis président du Conseil sous Vincent Auriol puis René Coty. Une rue lui est dédiée dans la commune.
- Clémence-Annick Burgard (1922-2019), résistante durant la Seconde Guerre mondiale, vivait dans la commune et y est décédée. Un jardin est nommé en sa mémoire à Paris.